# Rosario Palić
Rosario "Rozo" Palić (redovno ime), hrvaški duhovnik, redovnik in redovni ustanovitelj ter eksorcist, * 15. februar 1969, Janjevo, Kosovo.

## Življenje
Po osemletki v rodnem Janjevem, hrvaški enklavi na Kosovu, je v Zagrebu na Šalati zaključil gimnazijo kot frančiškanski kandidat. Za posvečeno življenje se je navdušil že pri 12-ih letih. Njegov tedanji duhovni voditelj je bil frančiškan Zvjezdan Linić, ki je to ostal do svoje smrti. Po redovnih zaobljubah je študiral teologijo na Papeški deželni fakulteti "Sveti Pij X." v Chietiju, kasneje pa se je specializiral še za katehezo, pastoralo in liturgijo na Teološki fakulteti v Zagrebu. Duhovniško posvečenje je prejel leta 2004. Kot frančiškan je deloval v Zagrebu, Iloku in Varaždinu.
Trenutno deluje v Trstu, kjer ga je tržaški nadškof Giampaolo Crepaldi imenoval za uradnega eksorcista tržaške škofije in za župnika mestne Župnije sv. Marka. Ustanovil je duhovniško-laiško kongregacijo Bratstvo Troedine ljubezni (italijansko Fraternità dell'Amore Trinitario, s kratico FAT), ki jo je Crepaldi tudi uradno potrdil in je vključena v pastoralo v tržaških župnijah. Njeno poslanstvo je širiti pobožnost Jezusa v presveti evharistiji in pobožnost prečistih Marijinih rok. Ti dve pobožnosti sta bistveno povezani z ozdravljenjem in osvobajanjem ljudi, ki tudi prihajajo po pomoč. Pravtako je ustanovil gibanje laikov Stalni častilci presvete Trojice, kateri pripada tudi biblično-molitvena skupnost "Bog je ljubezen", katere skupine delujejo v več državah, med drugim v Italiji, Hrvaški, Sloveniji, Švici, Srbiji, Nemčiji in Avstriji. Duhovne seminarje pravtako vodi v več državah.
Njegov mrzli nečak je mostarski škof Petar Palić (njegov ded in Rosariov oče sta brata).

## Dela
- Prečiste roke Marijine dar Božjega usmiljenja, prevod Janja Račič, samozaložba, Zagreb 2019.
- Tvoje zdravilo je na krilih Besede, prevod Vanja Kiswarday, samozaložba, Zagreb 2021.
- CD Na dlaneh besede: Premišljevanja v luči evangelija, Ognjišče, Koper 2021 (COBISS).